# Organized Crime and Corruption Reporting Project
El Organized Crime and Corruption Reporting Project (OCCRP) es una organización no gubernamental de los Estados Unidos que fomenta el periodismo de investigación. Fue fundada en 2006 y está especializada en crimen organizado y corrupción.
Publica sus historias a través de medios locales y en inglés y ruso a través de su sitio web. OCCRP trabaja con más de cincuenta medios de comunicación no gubernamentales en seis continentes. Su presupuesto es financiado en su mayor parte por el gobierno de los Estados Unidos a través de varias agencias.  